# Lidia Zielińska
Lidia Zielińska, auch Lidia Wanda Rydlewicz-Zielińska, (* 9. Oktober 1953 in Posen) ist eine polnische Komponistin.

## Werdegang
Zielińska studierte bis 1979 Komposition an der Staatlichen Musikhochschule Posen bei Andrzej Koszewski. Sie wirkte dann als Geigerin der Posener Philharmonie und des Kammerorchesters Agnieszka Duczmal. Daneben arbeitete sie mit Künstlern auf dem Gebiet der Plastik, des Theaters und des experimentellen Films wie Jan Berdyszak, Ted Brandsen, Izabella Gustowska, Aleksandra Korejwo, Wojciech Müller, Lech Raczak, Roland Topor und Ewa Wycichowska zusammen. Für ihre Kompositionen erhielt sie zahlreiche Preise, darunter den zweiten Preis beim Kompositionswettbewerb der Jeunesses Musicales International in Belgrad 1979, den ersten Preis beim internationalen Kompositionswettbewerb in Mannheim 1980 und den Preis beim internationalen Wettbewerb für elektroakustische Musik in Bourges 1997.
In der Saison 1993/94 beteiligte sie sich am EuroMusicTheater-Projekt, das in die Aufführung des Stückes Zeitschlingen in Stuttgart mündete. In der folgenden Saison war sie am Donau Ballet-Projekt beteiligt, aus dem die Uraufführung des Stückes Venture Unknown beim Holland Dance Festival hervorging. 1995–96 war Zielinska Composer in Residence beim Studio für elektronische Musik in Stockholm.
Von 1982 bis 1992 war sie Leiterin des Musikfestivals Poznańer Frühling, zwischen 1989 und 1992 und zwischen 1996 und 2005 Mitglied der Programmkommission des Festivals für neue Musik Warschauer Herbst. Mehrfach hatte sie auch Funktionen im polnischen Komponistenverband und der polnischen Sektion der International Society for Contemporary Music inne. Sie lehrte von 1985 bis 2024 an der Ignacy-Jan-Paderewski-Musikakademie Posen das Fach Komposition, seit 2010 als Professorin. Von 1992 bis 1993 unterrichtete sie auch an der Musikakademie Breslau. Sommerkurse gab sie u. a. in Frankreich, Holland, Deutschland, der Schweiz, Schweden und Weißrussland, außerdem Workshops für Kinder, Schauspieler und Filmemacher.

## Werke
- Sluchaj, Joe, Monodram für Pantomime, Tonband und Orchester, 1978
- Litania für Streichquartett, 1979
- Koncert skrzypcowy, 1979
- Dwa tance für Streicher, 1981
- Epitafium pamieci poznanskiego Czerwca 1956 für Orchester, 1981
- Pani Koch, Tragifarce für Solostimmen, Kassettentonband, Vokal- und Instrumentalensemble, 1981
- Pozegnanie z Tooropem für Orchester, 1981
- Traktat für Oboenquartett, 1982
- Cascando für Schauspieler und doppelten gemischten Chor, 1983–91
- Kolysanka-Gagaku für Kontrabass, 1984
- Sonet o Tatrach für vier Musiker, 1985
- Sztuczny kult für Tonband, Video, Neon- und plastische Objekte (mit Wojciech Olesiak), 1985
- Fikcja für Orchester, 1986
- Glossa für Viola oder Violine, 1986
- Heldenleben. Podsluchane, podpatrzone für Tonband, Video und Schattenspiel, 1986
- Pleonazm für Oboe, Violine und Streichorchester, 1986
- Tance polskie für Tonband, 1986
- Pierwsza podróz AKO, Musik zum Animationsfilm von Aleksandra Korejwo, 1986
- Muzyka konkretna für Chor und Orchester, 1987
- Utwór fabularny für Saxophon und Tonband, 1987
- Kalejdoskop-Passacaglia, Musik für Kinder für Perkussion, Dias und Händeklatschen, 1987
- Kwartet smyczkowy, 1988
- Utwór o wszystkim für Perkussion und Kinder-Publikum, 1988
- Descendent für Cembalo oder Klavier, 1988
- Huit heures de la vie des femmes, Musiktheater für 9 Darsteller, 1988
- Mala symfonia atroficzna für Orchester, 1988
- Muzyka na Wielki Tydzien für gemischten Chor und Perkussion, 1988
- To samo, Performance, 1988
- Muzeum dzwieku, Installation für Kinder, 1988
- Musica humana albo Skad sie biora symfonie, Rundfunkkomposition, 1989
- Toccata für Perkussionsorchester, 1989
- Dwa pudy, Rauminstallation für 5 Akteure, 1989
- Na polu, Minispektakel, 1990
- Grafika II für 10 Instrumente und Liveelektronik, 1991
- Cascando für Schauspieler und doppelten gemischten Chor, 1991
- Zakard für 14 Musiker, 1991
- Fago für Fagott, Kontrabass und Akkordeon oder Keyboard, 1992
- Short piece für Flöte und Computer oder Tonband, 1992
- Glosy, Performance (mit Izabella Gustowska), 1992
- Dzwiekowisko, Musiktheater für Kinder, 1993
- Muzyka terenów podmoklych für Kinder-Publikum, Erzähler, Dirigent und Tonband, 1993
- Zeitschlingen, Kinderspektakel, 1994
- Jednostka TOGO für gemischten Chor und Klavier, 1995
- Venture Unknown, Ballett, 1995
- Jako te biale myszki, Rundfunkkomposition, 1996
- La Vetrata für Jugend-Streichorchester, 1996
- Ballada sopra Ballata für Tonband, 1997
- Expandata für Trommel und Tonband, 1997
- Motetus universalis, Installation, 1997
- Percussionata für 40–60 Perkussionisten, 1998
- Znacie, to posluchajcie..., Hörspiel nach Lokomotywy von Julian Tuwim, 1998
- Atlas polskich symboli dzwiekowych, Rundfunkkomposition, 2000
- Zoom für Violine und Orchester, 2000
- Just too many words für Tonband, 2001
- Grain to Grain für 13 Instrumente, 2002
- Szkic z natury, multimediales Spektakel, 2002
- Ze szkicownika 2, multimediales Spaktakel, 2003
- Nobody is Perfect für elektronische Klänge und 17 Instrumente, 2004
- Rapsodia für Violine und elektronische Klänge, 2004
- dumchrzquii für Tonband, 2004
- Przypadki pana von K." ("Die Fälle des Herrn von K."), Ballett, 2005
- Obiadki w Rejowcu 1965-1565 für Tonband, 2006
- Wszystko juz bylo, audiovisuelle Installation, 2006
- Z ogrodu nauk für Chor und elektronische Klänge nach Texten aus dem Buch Kohelet, 2006
- Otwórz uszy! Otwórz oczy!, audiovisuelle Miniatur für Kinder, 2006
- Siedem wysp Conrada für elektronische Klänge und 10 verstärkte Instrumente, 2007
- Ósma wyspa für Tonband, 2008